# Corpus separatum

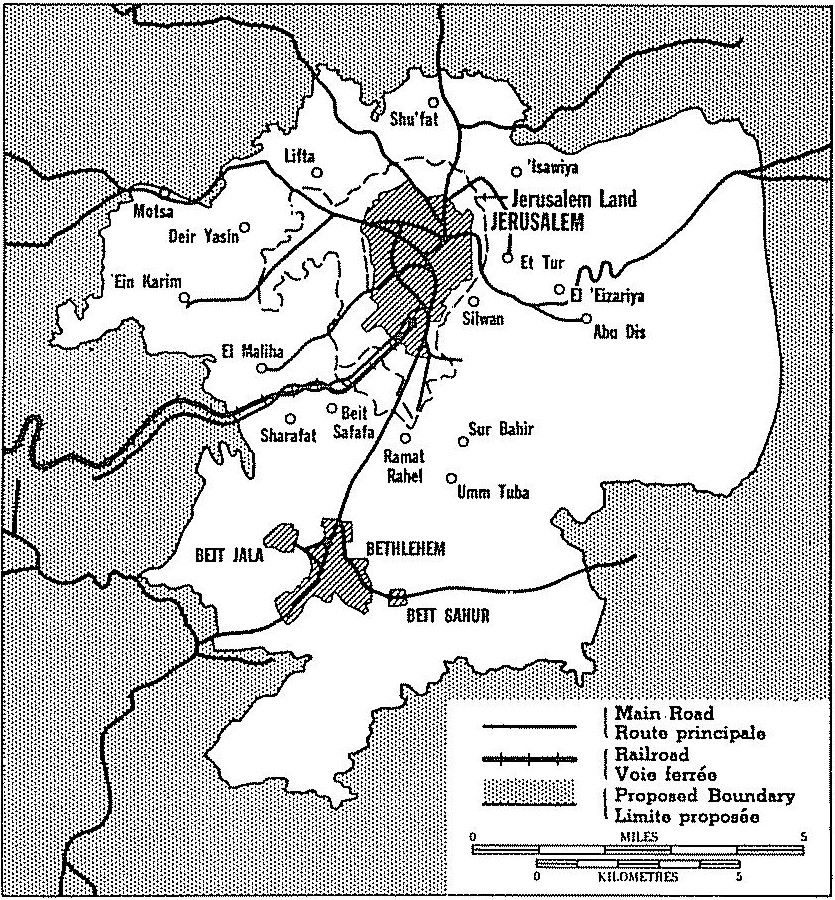
Proposta de la partició de Jerusalem i zones del voltant.

Corpus separatum (en llatí "cos separat") és un terme que fa referència a la zona que seria gestionada internacionalment segons el Pla de les Nacions Unides per a la partició de Palestina i que incloïa Jerusalem i altres pobles propers com ara Betlem i Ein Kàrem, que, atesa llur associació amb les tres religions del món, havien de rebre un tractament especial i separat de la resta de Palestina i havien de trobar-se sota el control efectiu de les Nacions Unides.
La Resolució 194 de l'Assemblea General de les Nacions Unides, de l'11 de desembre de 1948, establí una Comissió de Conciliació i reafirmà aquesta declaració. La Resolució 303 de l'Assemblea General de les Nacions Unides confirmà aquesta decisió de posar a Jerusalem sota un règim internacional permanent segons les previsions de la Resolució 181(II).
El pla no s'implementà; Israel i Transjordània, tots dos prengueren control d'una part d'aquesta àrea. Dues dècades després, Israel aconseguí el control de Jerusalem Est i Cisjordània com a resultat de la Guerra dels Sis Dies, i immediatament annexà Jerusalem Est per ser part d'Israel i d'un municipi de Jerusalem unificat el qual, tanmateix, no té els mateixos límits que havien estat proposats en el corpus separatum i no inclou Betlem.